# Phục bích tại châu Phi
Phục bích (chữ Hán: 復辟), còn được phiên âm là phục tích hay phục tịch, nghĩa đen là "khôi phục ngôi vua" là trường hợp một quân chủ đã từ nhiệm hoặc đã bị phế truất hay từng bị lật đổ bởi các cuộc cách mạng và đảo chính trong nước, thậm chí phải lưu vong do nạn ngoại xâm nhưng sau đó khôi phục lại được ngôi vị của mình.
Dưới đây là bản danh sách liệt kê tất cả những cuộc phục bích trong lịch sử nhân loại trên phạm vi toàn châu Phi tự cổ chí kim, ngoài những vị vua chính thống được công nhận ở đây có bổ sung thêm những nhân vật có quyền lực tương đương quân chủ bao gồm: các vị vua tự xưng tồn tại ngắn ngủi, những vị quyền thần thế tập (Lãnh chúa, Mạc phủ), những vị đứng đầu một chính thể độc lập kiểu như Tiết độ sứ hay Thống đốc và quân phiệt cát cứ thời loạn hoặc những vị nhiếp chính cùng hoàng tử giám quốc.

## Ai Cập-Syria

### Vương triều thứ Hai Mươi Chín của Ai Cập
- Hakor (tại vị:392 TCN–391 TCN; phục vị: 390 TCN–379 TCN)

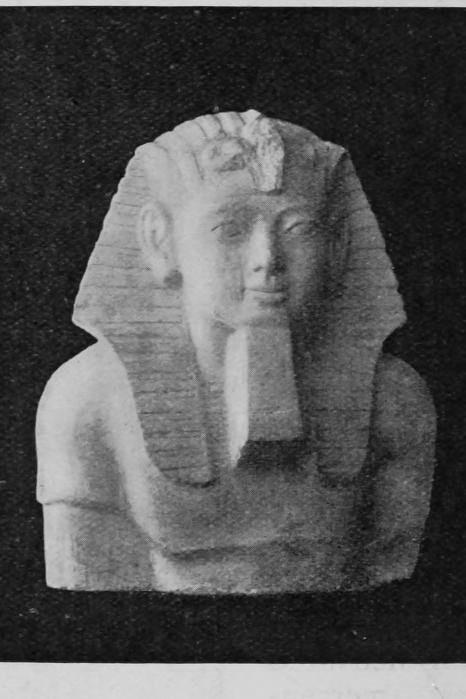
Hakor

Năm 391 TCN, Psammuthes lật đổ Hakor để đoạt lấy quyền lực, tự tuyên bố mình là pharaon. Năm 390 TCN, Hakor tiến hành cuộc phục bích, ông đã giành lại được ngôi vương của mình bằng việc đánh bại hoàn toàn kẻ tiếm vị và tiếp tục giữ nguyên ngày tháng cai trị của mình kể từ thời điểm lên ngôi lần đầu tiên, đơn giản chỉ giả vờ rằng sự gián đoạn này chưa bao giờ xảy ra.

### Vương triều Ptolemaios

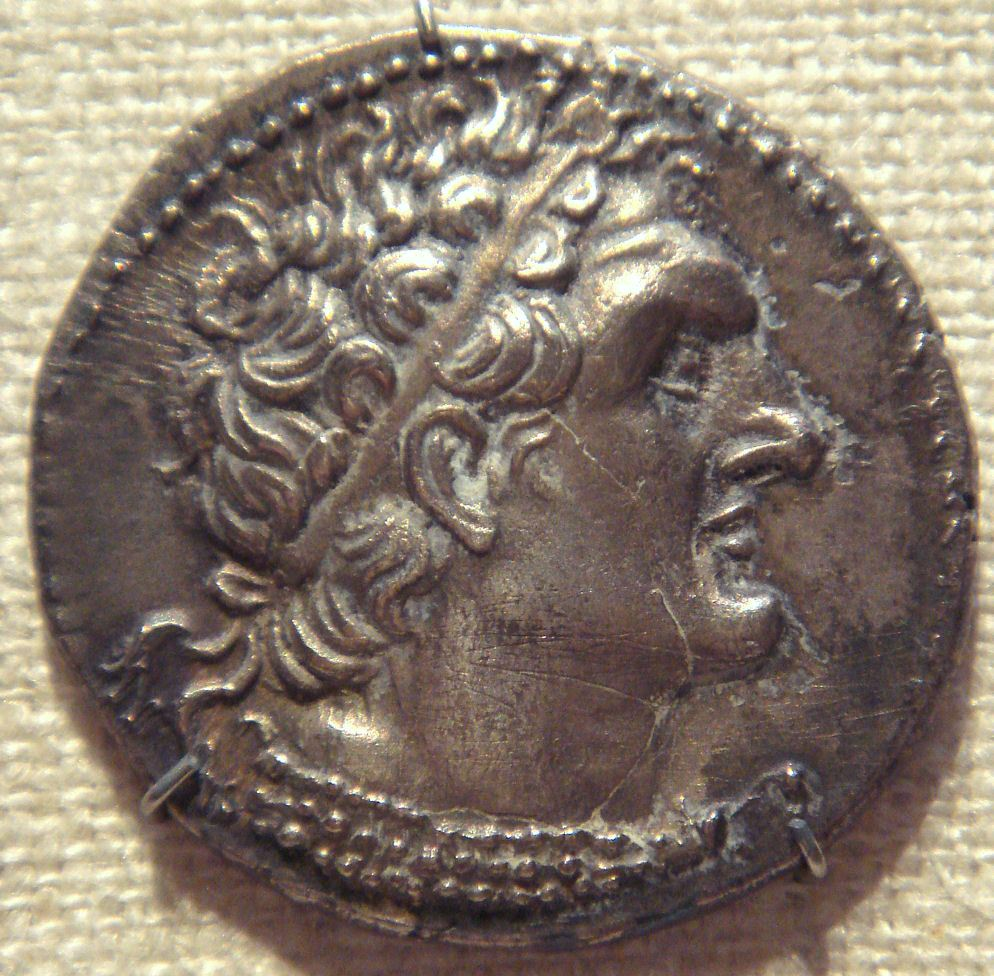
Ptolemaios VI Philometor

- Ptolemaios VI Philometor (tại vị: 181 TCN-164 TCN; phục vị: 163 TCN-145 TCN)

Năm 164 TCN, lợi dụng Ptolemaios VI Philometor đến La Mã để đạt được sự hỗ trợ của viện nguyên lão, em trai ông là Ptolemaios VIII Physcon đã tổ chức chính biến lật đổ anh và cả chị dâu Cleopatra II đồng trị vì với mình để độc quyền thống trị. Ptolemaios VI Philometor thỉnh cầu sự hậu thuẫn từ Cộng hòa La Mã, quan chấp chính Cato sẵn sàng can thiệp. Tuy nhiên quân La Mã chưa kịp kéo sang thì Ptolemaios VI Philometor đã phục hồi vương vị vào năm sau nhờ có sự can thiệp của thần dân chốn kinh kỳ Alexandria, nguyên nhân chính là Ptolemaios VIII Physcon không được lòng dân. Kết quả hai anh em đồng ý chia sẻ quyền lực, trong đó Ptolemaios VIII Physcon chuyển về cai trị xứ Cyrenaica.
- Ptolemaios VIII Physcon (tại vị: 170 TCN-163 TCN; phục vị: 145 TCN-132 TCN; tái phục vị: 127 TCN-116 TCN)

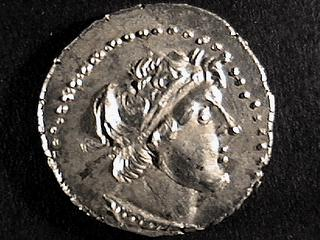
Ptolemaios VIII Physcon

Năm 163 TCN, Ptolemaios VIII Physcon do không được dân chúng Alexandria ủng hộ nên đành chấp nhận rút lui Cyrenaica, trả lại ngôi vị cho vua anh Ptolemaios VI Philometor. Thực ra ông đồng cai trị với vua anh và nữ vương Cleopatra II từ năm 170 TCN, nhưng sự sắp xếp này làm cho ông không vừa ý nên đã dẫn đến những âm mưu liên tục, rốt cuộc tuy ông giành được ngai vàng nhưng lại mất lòng dân nên buộc phải nhượng bộ. Khi Ptolemaios VI Philometor mất trong chiến dịch năm 145 TCN, Cleopatra II đã tuyên bố con trai Ptolemaios VII làm vua, nhưng Ptolemaios VIII Physcon lập tức trở lại Alexandria, đề xuất đồng cai trị và kết hôn với Cleopatra II, em gái của mình. Ông sau đó đã lên ngôi với tên "Ptolemaios VIII Euergetes II", cố tình nhớ lại tổ tiên của ông Ptolemaios III Euergetes, và đã tự tuyên bố là pharaon trong năm 144 TCN. Năm 132 TCN, Ptolemaios VIII Physcon quyến rũ và kết hôn với Cleopatra III (con gái của vợ ông) mà không cần ly hôn Cleopatra II, người dân của Alexandria phẫn nộ nổi loạn dữ dội và tràn vào đốt cung điện hoàng gia. Ptolemaios VIII Physcon cùng Cleopatra III và con cái của họ trốn sang Síp, trong khi Cleopatra II đã đưa con trai mười hai tuổi Ptolemaios Memphitis lên làm vua. Cuộc nội chiến tiếp theo xảy ra giữa Cleopatra ở Alexandria chống lại các vùng nông thôn, những người hỗ trợ Ptolemaios VIII Physcon. Cleopatra chấp nhận dâng ngai vàng của Ai Cập cho Demetrius II Nicator, nhưng ông ta đã không có thêm hơn Pelusium và năm 127 TCN Cleopatra bỏ tới Syria, bỏ lại thành Alexandria trụ vững thêm một năm nữa thì bị Ptolemaios VIII Physcon tái chiếm để đăng cơ lần thứ ba.

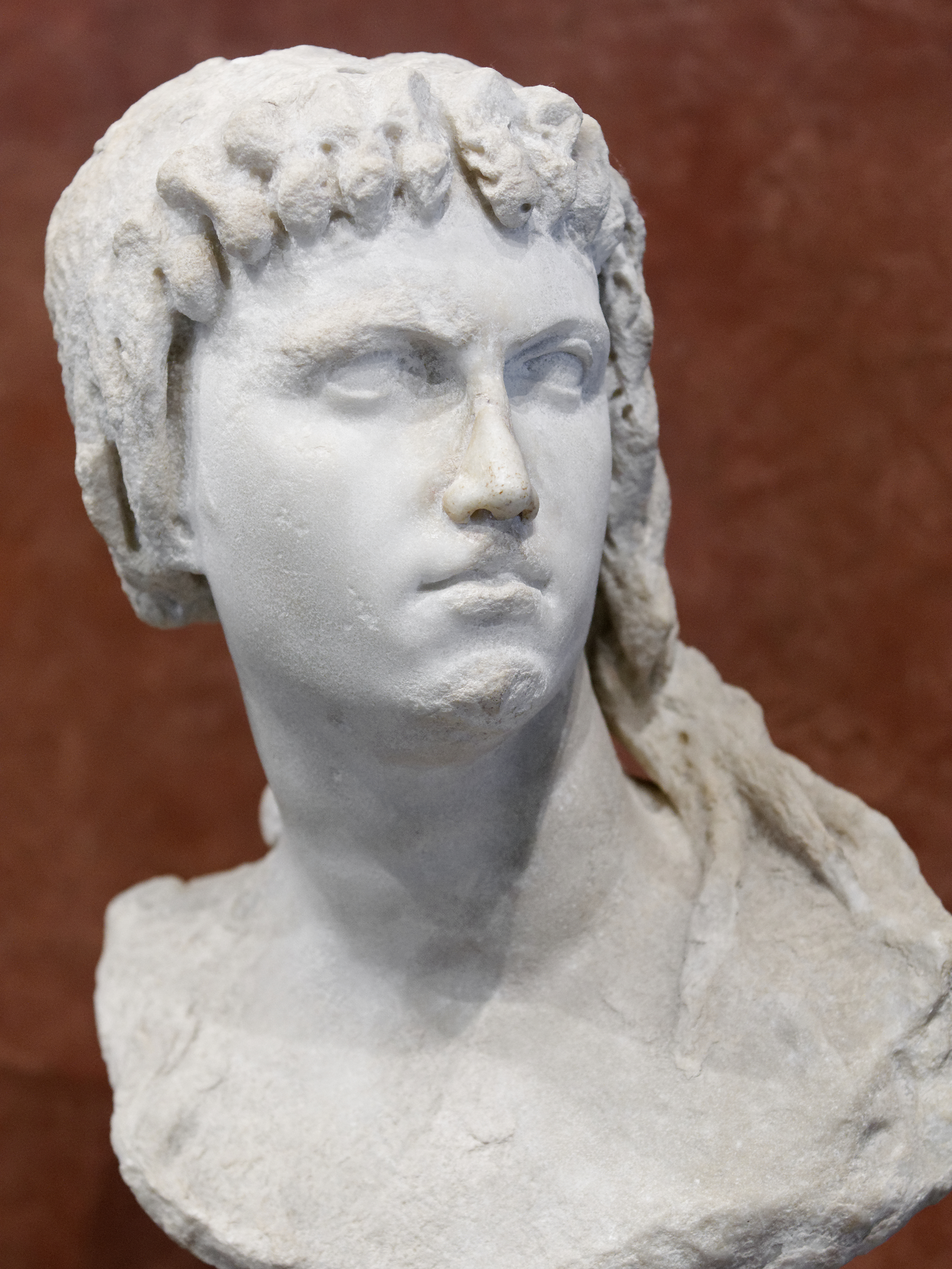
Cleopatra II

- Cleopatra II (tại vị: 170 TCN-164 TCN; phục vị: 163 TCN-127 TCN; tái phục vị: 124 TCN-116 TCN)

Năm 164 TCN, nữ hoàng Cleopatra II và chồng là Ptolemaios VI Philometor  bị lật đổ bởi chính người em trai đồng trị vì cùng họ Ptolemaios VIII Physcon, nhưng đã phục hồi quyền lực vào năm 163 TCN. Năm 127 TCN, khi bà bị buộc phải chạy trốn đến Syria, nơi ấy bà đã gặp con gái Cleopatra Thea và con rể Demetrios II Nikator. Nguyên nhân vụ việc trên là bởi năm 131 TCN, Cleopatra II đã dẫn đầu một cuộc nổi loạn từ sự phẫn nộ của quần chúng chống lại Ptolemaios VIII Physcon, trục xuất hai vợ chồng Ptolemaios VIII Physcon và Cleopatra III ra khỏi lãnh thổ của Ai Cập, bởi trước đó Ptolemaios VIII Physcon đã tự ý bỏ bà để kết hôn với Cleopatra III. Cleopatra II đã cố gắng đẩy đứa con trai 12 tuổi của Ptolemaios, Ptolemaios Memphis (được sinh ra bởi Cleopatra III) lên ngai vàng, nhưng Ptolemaios Memphis đã sớm bị Ptolemaios VIII Physcon giết chết, vì vậy Cleopatra II thực sự đã trở thành vị vua duy nhất của Alexandra Bà dự định tìm kiếm sự giúp đỡ từ vua Serbia là Dmitry II, nhưng sau đó đã bị Alexander II của Ptolemaios VIII Physcon đánh bại. Ptolemaios VIII Physcon trở về Ai Cập và Cleopatra II buộc phải chạy trốn. Năm 124 TCN, Cleopatra II đã hòa giải công khai với Ptolemaios VIII Physcon, bà trở lại chính trường Ai Cập chấp nhận đồng trị vì với Ptolemaios VIII Physconcùng Cleopatra III.

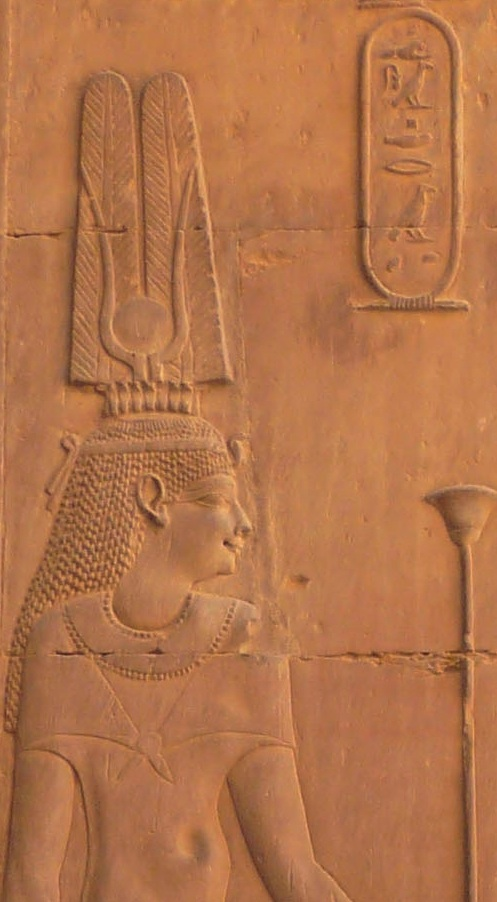
Cleopatra III

- Cleopatra III (tại vị: 142 TCN–131 TCN; phục vị: 127 TCN–101 TCN)

Năm 131 TCN, Cleopatra III và chồng là Ptolemaios VIII Physcon bị chính mẹ mình là Cleopatra II trục xuất khỏi Ai Cập, can tội hai người tự ý lấy nhau mà không đếm xỉa gì đến bà này. Hai người lẩn trốn đến Síp cho đến năm 127 TCN, khi Ptolemaios VIII Physcon đánh bại lực lượng của Cleopatra II để quay trở về Alexandria phục vị.

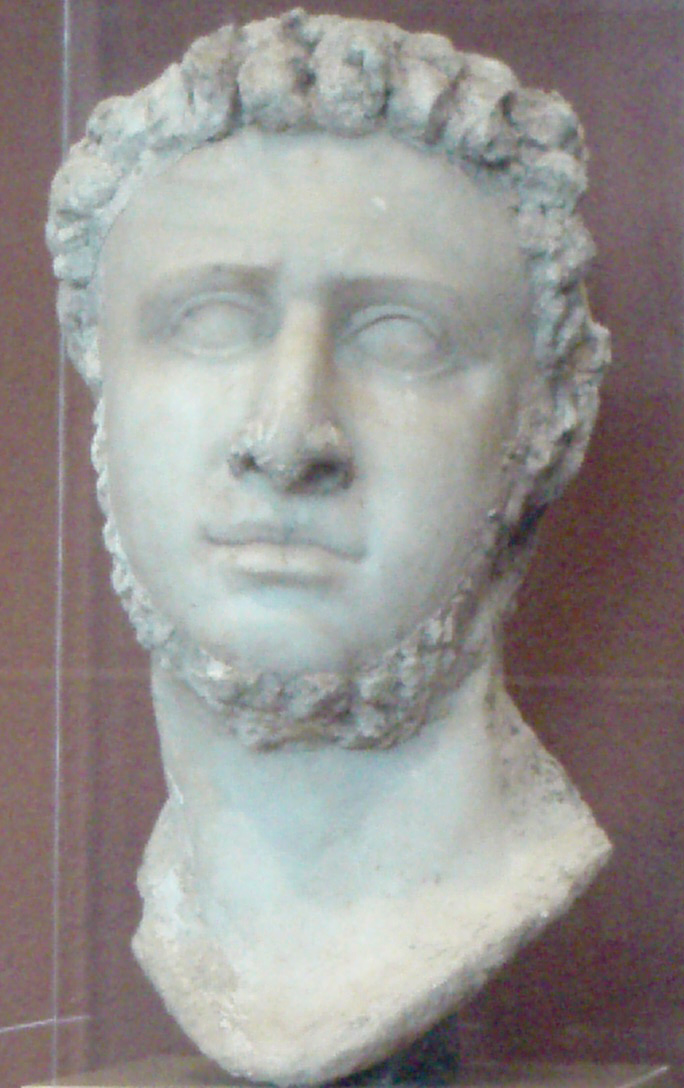
Ptolemaios IX Lathyros

- Ptolemaios IX Lathyros (tại vị: 116 TCN-110 TCN; phục vị: 109 TCN-107 TCN; tái phục vị: 88 TCN-81 TCN)

Năm 110 TCN, Ptolemaios IX Lathyros bị phế truất bởi mẹ và anh trai của mình là Cleopatra III và Ptolemaios X, đây là hệ quả từ sự thù địch tiềm ẩn giữa con trai và mẹ từ nhiều năm trước, đó là việc Ptolemaios IX Lathyros bị mẹ ép phải ly dị vợ Cleopatra IV đồng thời buộc ông kết hôn với em gái của mình là Cleopatra Selene. Năm 109 TCN, bởi Cleopatra III quá mệt mỏi với sự độc lập của Ptolemaios X Alexandros I nên chủ động hòa giải với Ptolemaios IX Lathyros, nhờ đó ông trở lại làm vua ở Alexandria đồng trị vì với mẹ và anh lần hai. Năm 107 TCN, Ptolemaios IX Lathyros lại bị mẹ đuổi đi lần nữa và quyết định tự lập ở Síp, ông xâm chiếm miền bắc Syria để hỗ trợ một trong những người yêu sách với đế chế Seleucid, trong khi mẹ ông liên minh với vua Do Thái ở Palestine, tích cực hỗ trợ một kẻ giả vờ Seleucid khác. Trong cuộc chiến kéo dài, mẹ ông qua đời năm 101 TCN và Ptolemaios X Alexander trở thành người cai trị duy nhất của Ai Cập, trong khi Ptolemaios IX Lathyros vẫn cố thủ ở Síp. Năm 88 TCN, Ptolemaios X Alexandros I tử chiến trong một trận giao tranh, Ptolemaios IX Lathyros nhân cơ hội kéo quân về Ai Cập và lần thứ ba bước lên vương vị.

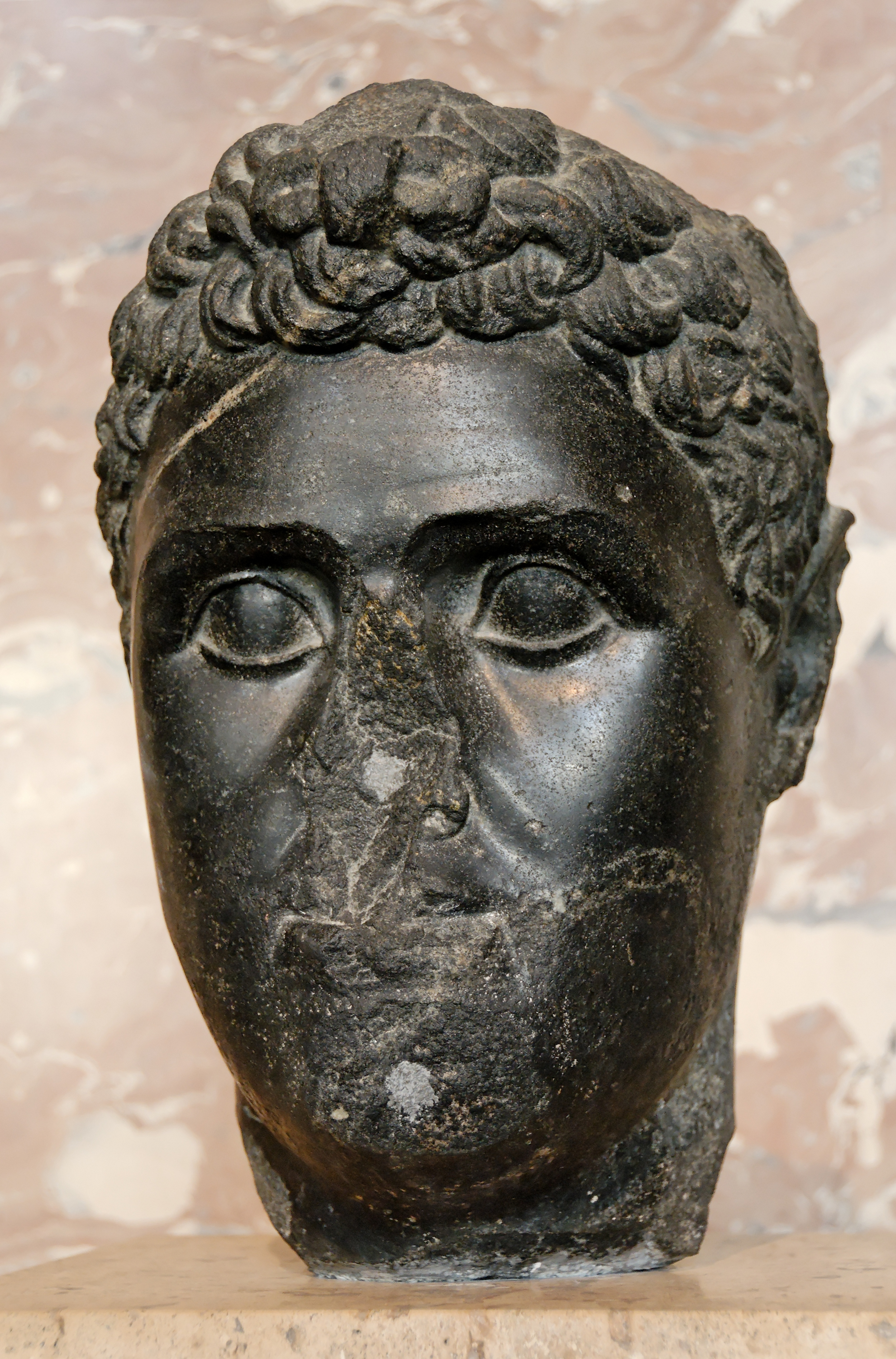
Ptolemaios X

- Ptolemaios X (tại vị: 110 TCN-109 TCN; phục vị: 107 TCN-88 TCN)

Năm 109 TCN, Ptolemaios X Alexandros I bị hạ bệ bởi em trai Ptolemaios IX Lathyros, bởi ông tỏ ra chuyên quyền lấn át cả người đồng trị vì là mẹ ông, nữ hoàng Cleopatra III. Trước đây mẹ ông cùng ông trục xuất Ptolemaios IX Lathyros nhưng vì ông đã qua mặt mẹ trong nhiều việc nên mẹ ông tức giận mà giảng hoà với em trai ông, do đó ông mất ngôi. Năm 107 TCN, em trai ông lại phạm lỗi, Ptolemaios X Alexandros I được đưa lên ngôi lần thứ hai để tiếp tục đồng trị với mẹ ông.

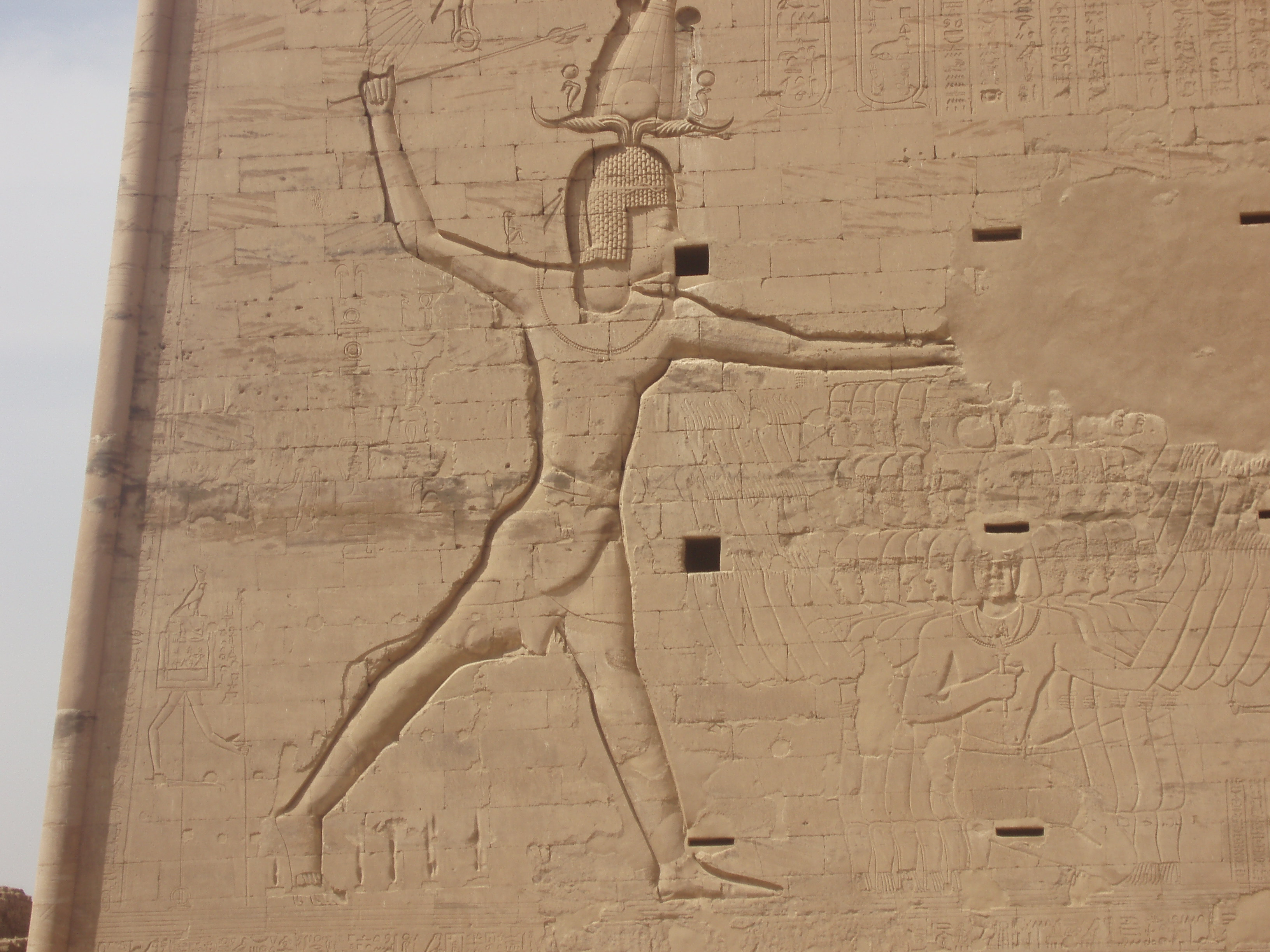
Ptolemaios XII Auletes

- Ptolemaios XII Auletes (tại vị: 80 TCN-58 TCN; phục vị: 55 TCN-51 TCN)

Năm 58 TCN, Ptolemaios XII Auletes đã thất bại trong việc nhận xét về cuộc chinh phạt Cộng hòa Síp của người La Mã, theo đó đã dẫn đến sự bạo loạn của người dân Ai Cập vì phải nộp mức thuế cao (chủ yếu để cống cho La Mã) và phải vất vả vì giá thành tăng cao. Ông nhanh chóng chạy trốn đến La Mã, con gái thứ hai ông là Berenice IV lúc này trở thành người kế vị ngai vàng, Berenice IV đồng cai trị với chị Cleopatra VI Tryphaena. Ở La Mã, Ptolemaios XII Auletes theo đuổi kế hoạch phục vị cho mình nhưng ông đã gặp sự đối lập từ các thành viên của viện nguyên lão, đồng minh cũ của ông là Pompey đã cho ông ở nhờ và thuyết phục viện nguyên lão. Lúc này, các chủ nợ La Mã đã nhận thấy rằng họ sẽ không thể nhận được nhiều lợi tức từ việc cho vua Ai Cập vay tiền mà không phục vị cho ông. Năm 57 TCN, áp lực từ La Mã đã buộc Thượng viện phải phục vị cho Ptolemaios XII Auletes, ông phải chi trả Aulus Gabinius 10,000 talăng để đổi lại việc La Mã gửi quân sang Ai Cập. Sau khi phục hồi vương quyền, ông ra lệnh giết chết con gái cả Berenice VI và những người ủng hộ bà này, con gái thứ ba của ông Cleopatra VII trở thành nữ hoàng đồng cai trị với ông.

### Vương triều Mamluk Ai Cập
Nhà Salihi Mamluks:
- Izz ad-Din Aybak (tại vị: 1250; phục vị: 1254-1257)

Năm 1250, Izz ad-Din Aybak lên làm vua Ai Cập mới có năm ngày thì tuyên bố từ chức, Al-Ashraf Musa mới sáu tuổi được đưa lên thay thế. Lý do này xuất phát từ vụ người Mamluk sát hại quốc vương Al-Muazzam Turanshah có nghĩa là trong khi người Mamluk kiểm soát Ai Cập, gia đình Ayyubid vẫn nắm quyền kiểm soát Emirates ở Palestine và Syria. Sự cai trị của Mamluk ở Ai Cập không an toàn, và sau cái chết của Al-Muazzam Turanshah, Ayyubid An-Nasir Yusuf, người trị vì Aleppo, đã được chào đón vào Damascus và bắt đầu chuẩn bị đưa một đội quân vào Ai Cập để biến mình thành quốc vương. Người Mamluk hiểu rằng nếu ông ta tới Cairo, sẽ thấy đủ sự chào đón để đe dọa nghiêm trọng quyền lực của họ. Vì lý do đó, họ đã quyết định sẽ là khôn ngoan khi có một vị vua Ayyubid danh nghĩa nắm quyền lực ở Cairo, để trao cho sự cai trị của họ một veneer hợp pháp. Các cuộc tấn công của An-Nasir Yusuf vào Ai Cập đã bị đẩy lùi, và vào năm 1253, một thỏa thuận đã đạt được, theo đó An-Nasir Yusuf rút lui, để lại Ai Cập trong sự kiểm soát của người Mamluk. Năm 1254, một mối đe dọa tiềm tàng mới đối với sự cai trị từ phía Izz ad-Din Aybak đã xuất hiện khi Faris ad-Din Aktai, lãnh đạo của Bahri Mamluks, xin phép di chuyển vào tòa thành Cairo cùng với người vợ tương lai của mình, người chị của nhà cai trị Ayyubid Al-Malik al-Mansour của Hama. Cảm thấy rằng Faris ad-Din Aktai sẽ sử dụng cuộc hôn nhân này để cho mình sự hợp pháp như Quốc vương, Izz ad-Din Aybak đã giết ông ta. Sau đó, Izz ad-Din Aybak quyết tâm cai trị chính quyền của mình và quyết định rằng ông không cần thêm một vị vua Ayyubid danh giá nào mà tự mình tuyên bố sẽ hành động. Sau đó, Izz ad-Din Aybak đã phế truất Al-Ashraf Musa và gửi ông ta trở về sống với dì của ông ta, rồi tự xưng Sultan lần thứ hai.
Nhà Bahri:
- Al-Malik an-Nasir Nasir ad-Din Muhammad ibn Qalawun (tại vị: 1293–1294; phục vị: 1299-1309; tái phục vị: 1310-1341)

Năm 1294, Al-Malik an-Nasir Nasir ad-Din Muhammad ibn Qalawun bị mất ngôi khi Hussam ad-Din Lajin, người đã chạy trốn sau vụ giết hại al-Ashraf Khalil, trở về Cairo. Hussam ad-Din Lajin đã thuyết phục nhiếp chính Kitbugha cho hạ bệ Al-Malik an-Nasir Nasir ad-Din Muhammad ibn Qalawun, ông ta cảnh báo Kitbugha rằng Al-Malik an-Nasir Nasir ad-Din Muhammad ibn Qalawun sẽ tìm cách trả thù cho vụ giết Khalil mà Kitbugha có liên quan. Kitbugha nghe lời nên quyết định phế truất Al-Malik an-Nasir Nasir ad-Din Muhammad ibn Qalawun tự mình xưng làm sultan, phong Hussam ad-Din Lajin làm phó quốc vương. Al-Malik an-Nasir Nasir ad-Din Muhammad ibn Qalawun lúc đó mới 10 tuổi, được mẹ đưa đến một khu vực khác trong cung điện nơi họ ở lại cho đến khi họ được gửi đến Karak. Năm 1296, Kitbugha bị phó quốc vương Hussam ad-Din Lajin phế truất phải trốn chạy sang Syria, Hussam ad-Din Lajin cai trị như một sultan cho đến khi ông ta bị sát hại cùng với phó vương Mangu-Temur vào năm 1299 bởi một nhóm các Tiểu vương quốc do Saif al-Din Kirji lãnh đạo. Các Tiểu vương quốc, bao gồm al-Baibars al-Jashnakir, đã tập hợp và quyết định gọi Al-Malik an-Nasir Nasir ad-Din Muhammad ibn Qalawun từ Karak về làm vua của Sultan Taghji lần thứ hai. Nhưng việc này đã bị trì hoãn một thời gian vì Tiểu vương Saif al-Din Kirji và Tiểu vương quốc Ashrafiyah khăng khăng rằng Taghji nên trở thành sultan và Saif al-Din Kirji là phó vương. Cuối cùng, Al-Malik an-Nasir Nasir ad-Din Muhammad ibn Qalawun đã được cài đặt lại với Seif ad-Din Salar, người là một Oirat Mongol với tư cách là phó vương và Baibars al-Jashnakir, người là người Circassian như Ostadar. Al-Malik an-Nasir Nasir ad-Din Muhammad ibn Qalawun một lần nữa, là một vị vua danh nghĩa, với những người cai trị thực sự là Salar và Baibars al-Jashnakir. Đến năm 1309, Al-Malik an-Nasir Nasir ad-Din Muhammad ibn Qalawun không còn muốn bị chi phối bởi Salar và Baibars al-Jashnakir nữa, ông thông báo với họ rằng mình sẽ đến Mecca để hành hương, nhưng thay vào đó ông đã đến Al Kark và ở lại đó để kết thúc triều đại thứ hai của mình. Nhưng Al-Malik an-Nasir Nasir ad-Din Muhammad ibn Qalawun không phải từ chức thực sự, ông biết rõ mình sẽ không thể cai trị trong khi Baibars al-Jashnakir và Salar nắm quyền lực sớm hay muộn họ sẽ hạ bệ thậm chí giết mình. Khi Al-Malik an-Nasir Nasir ad-Din Muhammad ibn Qalawun từ chối quay trở lại Ai Cập, Baibars al-Jashnakir đã tự phong mình là quốc vương với Salar làm phó quốc vương. Baibars al-Jashnakir cai trị Ai Cập trong mười tháng hai tư ngày, triều đại của ông này được đánh dấu bởi sự bất ổn xã hội và các mối đe dọa từ người Mông Cổ và Thập tự quân phương Tây. Dân chúng Ai Cập chán ghét ông ta, yêu cầu sự trở lại của vị vua thân yêu của họ là Al-Malik an-Nasir Nasir ad-Din Muhammad ibn Qalawun, Baibars al-Jashnakir bị buộc phải bước xuống và chạy trốn khỏi đám đông giận dữ. Al-Malik an-Nasir Nasir ad-Din Muhammad ibn Qalawun trở về Ai Cập vào năm 1310, ông dập tắt âm mưu bạo loạn của phó quốc vương Baktmar định đưa Mus Musa lên ngôi, qua đó trị vì lần thứ ba ổn định cho đến cuối đời.
- An-Nasir Badr ad-Din Hasan ibn Muhammad ibn Qalawun (tại vị: 1347–1351; phục vị: 1354-1361)

Năm 1351, An-Nasir Badr ad-Din Hasan ibn Muhammad ibn Qalawun đã bị lật đổ khi ông đang cố gắng khẳng định quyền hành pháp trước sự thất vọng của các tiểu vương quốc cao cấp. Vì khi lên ngôi mới mười hai tuổi nên ông được cài đặt quyền lực bởi các tiểu vương Mamluk, bằng cách lắp ráp một hội đồng gồm bốn qadis (thẩm phán trưởng), tuyên bố với họ rằng ông đã đến tuổi trưởng thành và do đó không còn yêu cầu quyền giám hộ của các tiểu vương, ông đồng thời gạt bỏ Manjak là wazir (tể tướng) và ustadar. Tuy nhiên, nỗ lực khẳng định thẩm quyền hành chính của An-Nasir Badr ad-Din Hasan ibn Muhammad ibn Qalawun đã bị tiểu vương Shaykhu an-Nasiri là Taz an-Nasiri bóp nghẹt vài tháng sau đó. Taz an-Nasiri tiến hành chính biến, phế bỏ An-Nasir Badr ad-Din Hasan ibn Muhammad ibn Qalawun rồi thay thế bởi anh trai cùng cha khác mẹ của ông là Salih Salih và đưa ông đi quản thúc tại gia tại khu nhà của mẹ vợ Khawand trong hậu cung của tòa thành. An-Nasir Badr ad-Din Hasan ibn Muhammad ibn Qalawundành thời gian nhàn rỗi, nghiên cứu thần học Hồi giáo, đặc biệt là công trình của học giả Shafi'i al-Bayhaqi, dala'il al-nubuwwah ("Dấu hiệu tiên tri"). Năm 1354, An-Nasir Badr ad-Din Hasan ibn Muhammad ibn Qalawun đã được phục hồi trong một cuộc đảo chính chống lại Salih Salih và Taz an-Nasiri của hai tiểu vương Shaykhu và Sirghitmish do họ bất đồng chính kiến với hai nhân vật này.
- Salah ad-Din Hajji (tại vị: 1381-1382; phục vị: 1389)

Năm 1382, Salah ad-Din Hajji bị Sayf ad-Din Barquq lật đổ, sau đó ông được hai thống đốc Mamluk từ cuối phía bắc của đế chế Mintash đưa về phục vị trong một thời gian ngắn vào năm 1289.
Nhà Burji: 
- Sayf ad-Din Barquq (tại vị: 1382–1389; phục vị: 1390-1399)

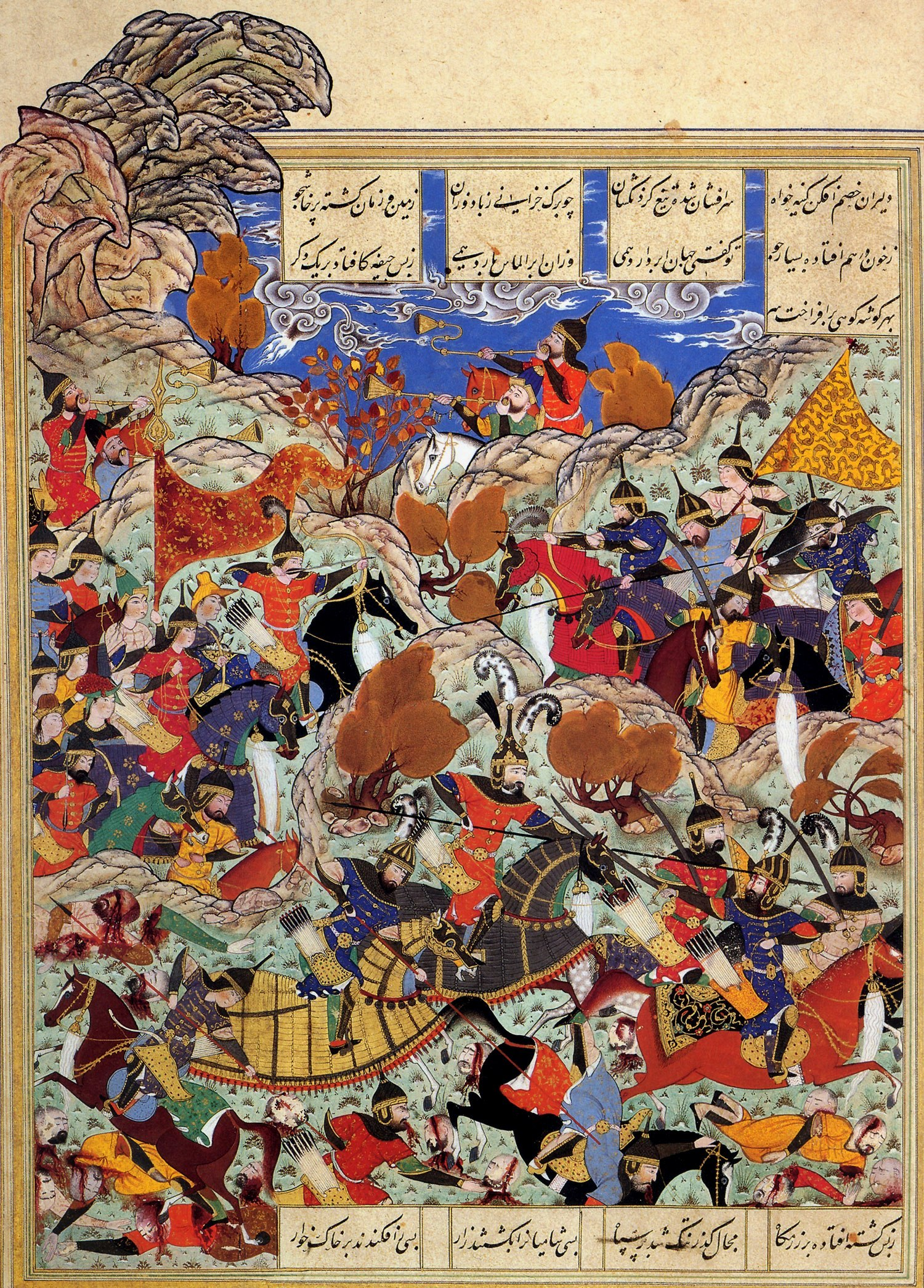
Nasir ad-Din Faraj phục bích

Năm 1389, chứng kiến cuộc nổi dậy của hai thống đốc Mamluk từ cuối phía bắc của đế chế Mintash, thống đốc Malatya và Yalbogha al-Nasiri cùng thống đốc Aleppo. Sau khi chiếm được Syria, họ đã tiến về Cairo, Sayf ad-Din Barquq đã cố gắng trốn thoát, nhưng vẫn bị bắt và gửi đến al-Karak. Trong khi đó, hai thống đốc đã khôi phục Salah ad-Din Hajji lên ngai vàng, người hiện lấy tên trị vì al-Mansur. Cuộc chiến đấu được phát triển giữa các phe phái Mamluk ở Cairo và những người ủng hộ Barquq đã chiến thắng phiến quân, Sayf ad-Din Barquq trở lại Cairo vào năm 1390.
- Nasir ad-Din Faraj (tại vị: 1399-1405; phục vị: 1405–1412)

Năm 1405, Al-Mansour Abd al-Aziz ben Barquq đã phế truất người anh trai Nasir ad-Din Faraj để nhảy lên làm vua Ai Cập. Triều đại của Al-Mansour Abd al-Aziz ben Barquq tồn tại rất ngắn ngủi, chỉ khoảng bảy mươi ngày sau, Nasir ad-Din Faraj đã nối lại ngai vàng của mình.

### Triều đạiKhalifahAbbasidofCairo
- Al-Mutawakkil I (tại vị: 1362–1377; phục vị: 1377–1383; tái phục vị: 1389–1406)

Năm 1377, Al-Musta'sim đoạt ngôi báu của Al-Mutawakkil I, nhưng chỉ ít lâu sau Al-Mutawakkil I đã lật ngược thế cờ nhanh chóng khiến Al-Musta'sim phải đào tẩu. Năm 1383, đến lượt Al-Wathiq II chiếm lấy quyền hành khiến Al-Mutawakkil I bỏ chạy khỏi kinh đô. Năm 1386, Al-Musta'sim trở về phục vị cho đến khi Al-Mutawakkil I giành lại quyền kiểm soát ngai vàng lần thứ ba vào năm 1389.
- Al-Musta'sim (tại vị: 1377; phục vị: 1386-1389)

Năm 1377, Al-Musta'sim ở ngôi chưa vững thì bị Al-Mutawakkil I lật đổ. Sau đó Al-Mutawakkil I bị Al-Wathiq II phế trừ ngôi vị vào năm 1383, đến năm 1386 Al-Musta'sim đã đánh bại Al-Wathiq II để cai trị Ai Cập lần thứ hai.
- Al-Mustamsik (tại vị: 1497–1508; phục vị: 1516–1517)

Năm 1508, Al-Mustamsik bị Al-Mutawakkil III lật đổ. Đến năm 1516, ông tuy khôi phục giang sơn nhưng chỉ một năm sau Al-Mutawakkil III đã cướp lại chính quyền.
- Al-Mutawakkil III (tại vị: 1508–1516; phục vị: 1517)

Năm 1516, Al-Mutawakkil III đã bị phế truất một thời gian ngắn bởi người tiền nhiệm Al-Mustamsik, nhưng đã kịp thời khôi phục lại caliphate vào năm sau. Tuy vậy chưa bao lâu, ngay trong năm 1517, Selim I của đế quốc Ottoman đã tìm cách đánh bại Vương quốc Mamluk và biến Ai Cập thành một phần của Đế chế Ottoman, Al-Mutawakkil III bị bắt cùng với gia đình và được chuyển đến Constantinople. Ông chính thức từ bỏ danh hiệu caliph cũng như các biểu tượng bên ngoài của nó, thanh kiếm cùng áo choàng của Muhammad, triều đại Abbasid đến đây cáo chung.

### Nhà Muhammad Ali

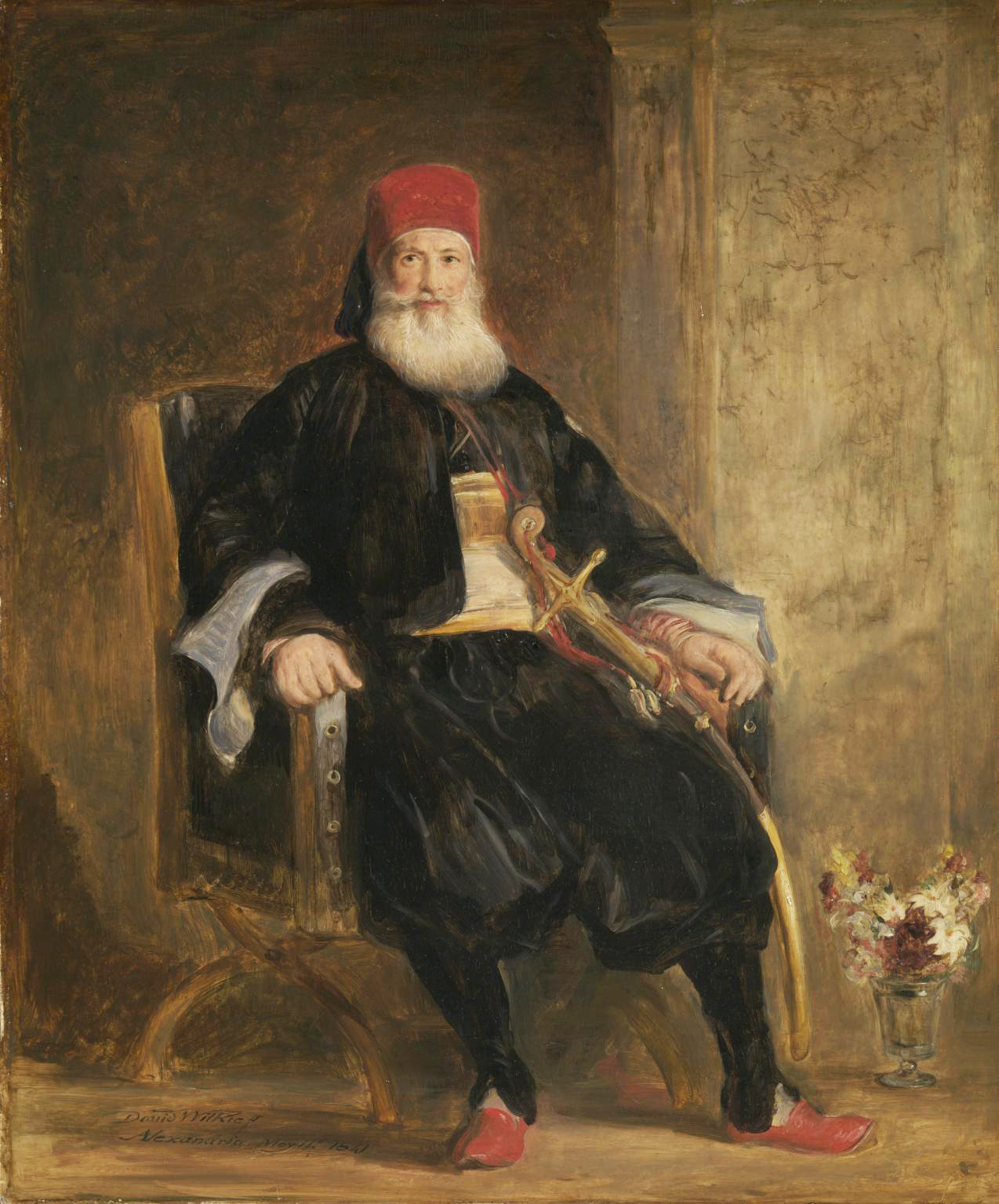
Muhammad Ali

- Muhammad Ali (tại vị: 1805-[1/9/1848; phục vị: 10/11/1848-1849)

Năm 1848, Muhammad Ali mắc phải chứng mất trí nhớ, tâm trí ngày càng trở nên rối loạn sau thảm họa Syria năm 1843 và Ai Cập buộc phải từ bỏ thuế nhập khẩu và độc quyền của chính phủ. Con nuôi của ông là Ibrahim Pasha được triệu hồi từ Ý Đại Lợi về nước lên ngôi, người này bị bệnh đau thấp khớp và bệnh lao (có khi còn ho ra máu) nên sức khoẻ cũng rất kém. Ibrahim Pasha dời Ý đến Constantinople để thực hiện nghi lễ phong ấn quốc vương làm người cai trị Ai Cập từ phía sultan của đế quốc Thổ Nhĩ Kỳ, trên đường trở về Ai Cập, Ibrahim Pasha bị sốt và thậm chí gặp cả ảo ảnh. Do bệnh tật như vậy nên Ibrahim Pasha chỉ tại vị được hơn hai tháng thì chết, lúc này, Muhammad Ali đã bất tỉnh đến mức độ những người khác không thể nói với ông về cái chết của Ibrahim Pasha. Tuy vậy, Muhammad Ali vẫn được các quan đại thần và các thành viên hoàng tộc phục bích trên danh nghĩa, đến đầu năm 1849 thì ông qua đời.

## Tunisia
Vương quốc Numidia:
- Adherbal (tại vị: 118 TCN-117 TCN; phục vị: 116 TCN-112 TCN)

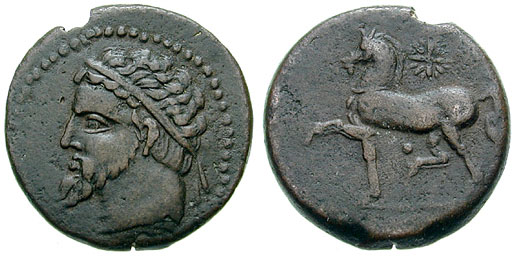
Adherbal

Năm 118 TCN, quốc vương Micipsa mất, khi còn nằm trên giường bệnh ngài đã quyết định truyền ngôi lại cho cả ba người con trai là: Jugurtha, Hiempsal và Adherbal (những người anh em khác dòng máu với Jugurtha). Hiempsal và Jugurtha xung đột với nhau ngay lập tức sau cái chết của vua cha, Jugurtha đã giết chết Hiempsal, mở ra cuộc chiến tranh với Adherbal. Năm 117 TCN, Adherbal bị Jugurtha đánh bại buộc phải tháo chạy sang La Mã để xin sự trợ giúp chống lại người em cùng cha khác mẹ, một hội đồng người La Mã đã được gửi đến để thiết lập hòa bình và phân chia đất nước giữa hai anh em vào năm 116 TCN. Tuy nhiên, Jugurtha đã mua chuộc những quan chức người La Mã, do đó ông ta nhận được những vùng đất tốt nhất. Nhưng cuộc phục bích của Adherbal không hề yên ổn, bởi năm 113 TCN, Jugurtha đã kích động chiến tranh với anh trai mình và dồn Adherbal tới chân tường ở thủ đô Cirta. Adherbal cùng với những người Italian sống ở đó đã chống lại đến cùng, nhưng kết cục Jugurtha vẫn chiếm được thành phố, sau đó hành quyết anh trai Adherbal.

## Maroc

### Vương triều Marinid
- Abu l-Abbas Ahmad (tại vị: 1374-1384; phục vị: 1387-1393)

Năm 1384, Musa ibn Faris (con trai của cựu vương Abu Abu Inan Faris) đã thay thế Quốc vương Abu'l-Abbas Ahmad lên nắm quyền tại Marocco, sự kiện này được hậu thuẫn bởi triều đại Nasrid của tiểu vương quốc Granada. Musa Ben Faris cai trị cho đến năm 1386 thì bị lật đổ bởi Muhammad ibn Ahmad Abu Zayyan al-Wathiq, người này trị vì cho đến năm 1387 thì Abul Abbas Ahmad giành lại ngai vàng.

Abu al-Abbas Ahmad ibn Muhammad

### Triều đại Wattasid
- Abu al-Abbas Ahmad ibn Muhammad (tại vị: 1524-1545; phục vị: 1547-1549)

Năm 1545, Quốc vương Abu al-Abbas Ahmad ibn Muhammad bị bắt làm tù binh bởi các đối thủ phía nam là người Sa-bát. Người kế vị của ông là con trai nhỏ Nasir ad-Din al-Qasri Muhammad ibn Ahmad lên ngôi, nhiếp chính cho Nasir ad-Din al-Qasri Muhammad ibn Ahmad là Ali Abu Hassun, đã quyết định cam kết trung thành với đế quốc Ottoman để có được sự ủng hộ của họ. Năm 1547, Abu al-Abbas Ahmad ibn Muhammad đã trốn thoát khỏi nơi giam giữ, vai trò quân chủ của Nasir ad-Din al-Qasri Muhammad ibn Ahmad cũng như nhiếp chính của Ali Abu Hassun chấm dứt. Cuộc phục bích này cũng chỉ kéo dài được hai năm, người Sa-bát lại liên tục tràn sang tấn công, Abu al-Abbas Ahmad ibn Muhammad đã tử trận trong một cuộc giao tranh ác liệt.

### Vương triều Saadi
Quân chủ Saadi tại Marrakech:
- Zidan al-Nasir (tại vị: 1603; phục vị: 1608-1627)

Năm 1603, quốc vương Ahmad Abu al-Abbas al-Mansur qua đời, Zidan al-Nasir lên ngôi kế vị. Nhưng chưa bao lâu, ông bị người em trai Abu Faris Abdallah đánh bại phải chạy xuống miền Nam, ở đây Zidan al-Nasir tổ chức các lực lượng du kích để chống lại Abu Faris Abdallah. Đến năm 1608, Zidan al-Nasir mở cuộc tấn công quy mô lớn, Abu Faris Abdallah thua to bị sát hại, Zidan al-Nasir trở về kinh đô khôi phục địa vị.

### Vương triều Alaouite
- Abu'l Abbas Ahmad II (tại vị: 1727–1728; phục vị: 1728-1729)

Năm 1728, Abu'l Abbas Ahmad II bị phế truất bởi Abdalmalik, nhưng ông đã được phục hồi ngay sau đó không lâu tại Oued Beht. Vấn đề cốt lõi ở đây là Abu'l Abbas Ahmad II tỏ ra không hiệu quả khi trở thành người cai trị, và khi nó trở nên công khai rằng ông là một người say rượu bỏ bê triều chính, cuộc đảo chính đã nổ ra do chính những người vợ của ông xúi giục. Người em trai Abdalmalik tuy được tuyên bố là quốc vương, nhưng không ngăn được anh trai Abu'l Abbas Ahmad II trốn thoát, hơn nữa Abdalmalik còn mắc sai lầm khi chỉ trích bukhari trung thành dữ dội (vệ sĩ da đen của đế quốc). Các vệ sĩ sau đó đã quay giáo sang ủng hộ Abbas Ahmad II vừa bị lật đổ, do đó đẩy Morocco vào một cuộc nội chiến. Một thỏa hiệp đã đạt được giữa hai anh em sau cuộc chiến đẫm máu, chia cắt Morocco thành hai vương quốc, Abu'l Abbas Ahmad II sẽ có Meknes cho thủ đô của mình trong khi Abdalmalik cai trị Fez. Tuy nhiên, không hài lòng với điều này, Abdalmalik đã sắp xếp một cuộc gặp mặt trực tiếp với anh trai của mình với ý định ám sát Abu'l Abbas Ahmad II, nỗ lực thất bại và Abdalmalik phải bỏ chạy và bị ám sát sau đó. Abu'l Abbas Ahmad II cũng không thể ngồi lâu lần thứ hai trên cương vị quân chủ khi lại bị phế truất một lần nữa, ông uất hận qua đời vào năm 1729 tại Meknes, người anh em cùng cha khác mẹ Abdallah thành công bước lên ngôi báu.
- Abdallah (tại vị: 1729-1734; phục vị lần 1: 1736; phục vị lần 2: 1740–1741; phục vị lần 3: 1741–1742; phục vị lần 4: 1743–1747; phục vị lần 5: 1748–1757)

Năm 1734, bị phế truất lần đầu tiên vào ngày 28 tháng 9 bởi Moulay Abu al-Hassan Ali ben Ismail (con trai của quốc vương Moulay Ismaïl). Từ ngày 14 tháng 2 đến ngày 8 tháng 8 năm 1736 là giai đoạn ông giữ ngôi vua lần thứ hai, lần này người kế nhiệm là em trai ông có tên Mohammed ben Ismaïl Năm 1738, ngôi vua Marocco được chuyển qua Moulay Mostadi, một người anh em khác của Abdallah. Ngày 17 tháng 2 năm 1740 Abdallah lên ngôi lần thứ ba nhưng lại bị hủy bỏ một lần nữa vào ngày 13 tháng 6 năm 1741, một người anh em khác của ông là Zine El Abidine ben Ismail trị vì xem kẽ ở thời điểm này. Ngày 24 tháng 11 năm 1741 ông đăng cơ lần thứ tư, đến đầu năm 1742 lại mất ngôi bởi Mostadi ben Ismaïl phục vị. Tháng 5 năm 1743 Abdallah tiếp tục phục bích rồi bị phế truất tháng 7 năm 1747 cũng bởi người anh em Mostadi ben Ismaïl, cho đến tháng 10 năm 1748 ông bước lên vũ đài chính trị lần thứ năm và trị vì cho đến cuối đời.
- Mostadi ben Ismaïl (tại vị: 1738-1740; phục vị: 1742-1743; tái phục vị: 1747-1748)

Năm 1740, Mostadi ben Ismaïl mất ngôi bởi người anh em Abdallah. Đến năm 1742, ông chiến thắng để giành lại ngai vàng. Năm 1743, Abdallah quay trở lại trị vì tới năm 1747 và Mostadi ben Ismaïl giành quyền kiểm soát chính trường Marocco cho tới năm 1748 thì chính thức chấm dứt vai trò chính trị ở đất nước này, đây là giai đoạn nhiễu nhương phức tạp nhất trong lịch sử Marocco.
- Mohammed V (tại vị: 1927-1953; phục vị: 1955-1961)

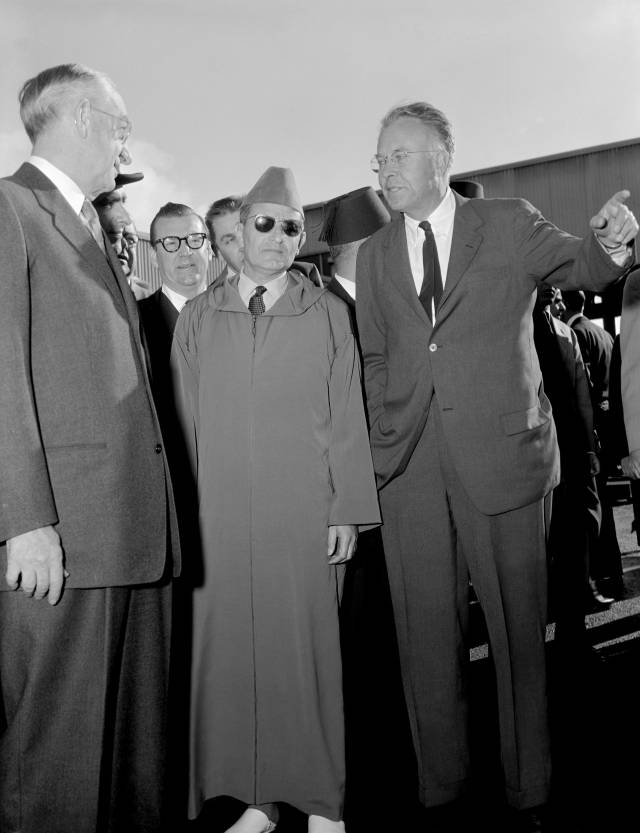
Mohammed V (ở giữa)

Năm 1953, Mohammed V bị chính quyền Pháp phế truất như một phần của sự bảo hộ của Pháp trong Đế quốc Shereefian, có hiệu lực từ năm 1912, và bị buộc phải lưu vong, liên tiếp ở Corsica và Madagascar năm 1955. Cuộc chính biến trên do tướng  Augustin Guillaume phát động cùng với các lực lượng Marocco khác bao gồm: Glaoui, pasha của Marrakech, ulema của bộ lạc Fez và Berber. Người chú của vị tướng này, Mohammed Ibn Arafa, được chính quyền bảo hộ đặt lên ngai vàng. Nhưng làn sóng bạo lực và tấn công ở các thành phố lớn và tại Rif làm rung chuyển Morocco, đồng thời chiến tranh Algeria nổ ra vào năm 1954 và chính sách tương tự cũng gây ra những tác động tương tự ở Tunisia chống lại Neo-Destour của Habib Bourguiba. Tình hình đạt đến mức vào năm 1955, những người theo chủ nghĩa dân tộc Marocco, những người được hưởng sự hỗ trợ ở Libya, Algérie và ở Ai Cập Nasser buộc chính phủ Pháp phải đàm phán việc trao trả quyền lực cho cựu vương Mohammed V. Kết quả, Mohammed V trở về Morocco cùng con trai nhỏ, Hoàng tử Moulay El Hassan và dân chúng được chào đón một cách nồng nhiệt ở Rabat, đến năm 1957 ông chính thức tuyên bố độc lập

## Angola

### Vương quốc Kongo
Triều đại Á Mbanza (cai trị ở São Salvador):
- Pedro III Nsimba Ntamba (tại vị: 1669; phục vị: 1678-1680)

Năm 1669, Pedro III Nsimba Ntamba (người không có thiện cảm với Soyo) trở thành vua của Kongo, nhưng người Soyo (một tỉnh của vương quốc Kongo nhân cuộc nội chiến đã ly khai tuyên bố độc lập tự do) lập tức gửi một lực lượng ủng hộ phe đối lập Kimpanzu tấn công như vũ bão, ông buộc phải rời khỏi Kongo và trốn sang Lemba (còn được gọi là Mbula hoặc Bula). Tháng 6 năm đó, Álvaro IX Mpanzu a Nunchila được người Soyo đưa lên ngôi, đến năm 1670 thì Rafael I Nzinga a Nkanga tiến hành đảo chính lật đổ Álvaro IX Mpanzu a Nunchila. Quân Soyo liền kéo sang can thiệp, Rafael I Nzinga a Nkanga không chống nổi đành chạy khỏi thủ đô São Salvador, ông ta đã tới Luanda và tìm kiếm viện trợ của đế quốc Bồ Đào Nha. Kết quả, người Bồ Đào Nha đã thành công trong việc đưa Rafael I Nzinga a Nkanga về phục vị, nhưng đổi lại Soyo tách hẳn khỏi Kongo. Năm 1673, Afonso III (Hầu tước Nkondo) nổi loạn, đánh bại Rafael I Nzinga a Nkanga để tuyên bố ngai vàng nhằm chia rẽ Kongo, nhưng triều đại của ông này rất ngắn và chỉ tồn tại đến giữa năm 1674 thì chấm dứt bởi Daniel I Miala mia Nzimbwila. Năm 1678, cựu vương Pedro III Nsimba Ntamba, lúc đó đang đóng tại pháo đài Lemba trên núi Kinlaza kể từ khi bị phế truất, đã hành quân đến São Salvador với lính đánh thuê Jaga, một trận chiến ác liệt đã thiêu rụi phần lớn thành phố xuống đất. Daniel I Miala mia Nzimbwila bị giết trong trận chiến, Pedro III Nsimba Ntamba tuyên bố phục vị, nhưng sự tàn phá thủ đô của vương quốc có nghĩa là quốc gia về cơ bản không còn tồn tại trong hơn hai mươi năm, thay vào đó chia thành ba vương quốc đối địch được cai trị bởi những người yêu sách khác nhau để lên ngôi vua Kongo của ba ngôi nhà. Manuel II Mpanzu a Nimi kế vị anh trai Daniel I Miala mia Nzimbwila là người trị vì Vương quốc Mbamba Lovata cho Kimpanzu, Garcia III Nkanga a Mvemba thành lập Vương quốc Kibangu tiến hành chiến tranh du kích lâu dài, còn Pedro III Nsimba Ntamba tuy danh nghĩa khôi phục ngôi báu toàn quốc nhưng do kinh đô bị chính ông tàn phá nên đành rút lui về Lemba chấp nhận cục diện "tam phân đỉnh túc".
- Rafael I Nzinga a Nkanga (tại vị: 1670; phục vị: 1670-1673)

Năm 1670, Rafael I Nzinga a Nkanga vừa giành được quyền lực thì đã bị người Soyo đánh đuổi khỏi kinh đô, ông bỏ chạy đến Luanda kêu gọi người Bồ Đào Nha giúp đỡ. Rafael I Nzinga a Nkanga hứa với Bồ Đào Nha tiền bạc, nhượng bộ khoáng sản và quyền xây dựng một pháo đài ở Soyo để ngăn chặn người Hà Lan, trận chiến Kitombo thất bại khiến vương quốc Kongo buộc phải công nhận sự độc lập của Soyo và Giáo hoàng đã giành được một vị giáo hoàng từ Quốc vương Bồ Đào Nha tuyên bố rằng vương miện sẽ không còn cố gắng gì nữa đối với chủ quyền của nó. Tuy nhiên, điều này đã mang lại cho Rafael I Nzinga a Nkanga cơ hội tái chiếm São Salvador, ông cai trị lần thứ hai ở đây cho đến năm 1673.
Nhà Agua Rosada:
- Pedro IV Afonso Nusamu a Mvemba (tại vị: 1695; phục vị: 1709-1718)

Năm 1695, Pedro IV Afonso Nusamu a Mvemba lên ngôi vua Kibangu, sau đó ông dẫn đầu một lực lượng vũ trang từ Kibangu đến São Salvador tuyên bố làm chủ vương quốc Kongo, nhưng ngay lập tức ông bị đe dọa ngay lập tức bởi đối thủ chính của mình, João II Nzuzi a Ntamba, người cũng tự xưng là vua, do vậy Pierre IV Alphonse rút lui. Năm 1700, Pedro IV Afonso Nusamu a Mvemba tìm cách tái chiếm thủ đô bằng việc gửi hai nhóm đến định cư ở đó, dẫn đầu là Manuel Cruz Barbosa, quản gia của ông và nhóm còn lại của Pedro Constaninho da Silva (được gọi là đến Kibenga). Tiếp đó, Pedro IV Afonso Nusamu a Mvemba tự mình di chuyển từ Kibangu đến một ngọn núi nhỏ hơn, Evululu, gần thủ đô để có cơ hội sẽ xâm nhập nhanh hơn. Lễ đăng quang được tổ chức vào năm 1702, nhưng Dom Manuel de Nóbrega, Nữ hầu tước Mbamba Lovota, đã tấn công Công tước Mbamba, một trở ngại cho sự đăng quang của Pedro IV Afonso Nusamu a Mvemba. Đến năm 1709, ông chính thức chiếm São Salvador, cùng năm đó, ông đã giành được chiến thắng quyết định trước João II Nzuzi a Ntamba, chấm dứt cuộc nội chiến, do đó đảm bảo cho mình vị trí là vua. Năm 1716, sau cái chết của João II Nzuzi a Ntamba ở Lemba, Pedro IV Afonso Nusamu a Mvemba sáp nhập hoàn toàn xứ này, thống nhất đất nước sau non nửa thế kỷ huynh đệ tương tàn.

### Awenekongo củaMbamba Lovatavà Vương quốc Kongo
- Manuel II Mpanzu a Nimi (tại vị: 1678-1715; phục vị: 1718-1743)

Năm 1715, quân chủ xứ Mbamba Lovata là Manuel II Mpanzu a Nimi chính thức quy thuận chính quyền vua Pedro IV Nusamu a Mvemba, theo thỏa thuận giữa họ thì Manuel II Mpanzu a Nimi sẽ là người kế vị vương quốc Kongo thống nhất khi Pedro IV Nusamu a Mvemba qua đời. Năm 1718, thỏa thuận trên đã được tôn trọng, và Manuel II Mpanzu a Nimi lên ngôi trở thành người cai trị của toàn cõi Kongo, ông chuyển hoàng gia đến thủ đô São Salvador.

## Nam Phi
Vương quốc Zulu và Zululand:

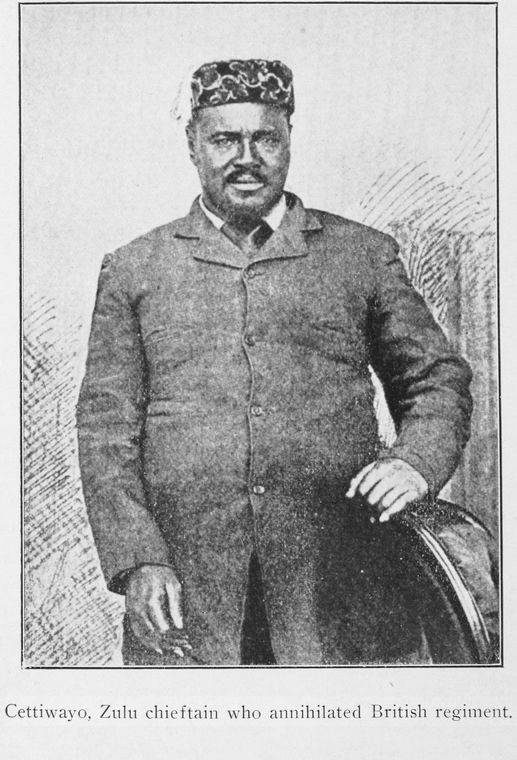
Cetshwayo kaMpande

- Cetshwayo kaMpande (tại vị: 1872-1879; phục vị: 1883-1884)

Năm 1878, Henry Bartle Frere - cao ủy Anh tại Nam Phi đưa ra tối hậu thư yêu cầu quốc vương Zulu Cetshwayo kaMpande giải tán quân đội của mình, sự từ chối của vị vua này đã dẫn đến Chiến tranh Zulu năm 1879. Sau nhiều trận đánh khốc liệt hao người tốn của, quân Anh mới chiếm được thủ đô Zulu trong trận Ulundi quyết định. Cetshwayo kaMpande bị bắt sống, phế truất và lưu đày, đầu tiên đến Cape Town, tiếp đó đến London, chỉ trở về Zululand phục tịch vào năm 1883. Nguyên do cuộc phục vị này là vào năm 1882, sự khác biệt giữa hai phe Zulu, phe ủng hộ Cetshwayo uSuthus và ba thủ lĩnh đối thủ UZibhebhu đã nổ ra một mối thù máu và nội chiến. Bởi vậy người Anh đã cố gắng khôi phục Cetshwayo kaMpande để cai trị ít nhất một phần lãnh thổ trước đây của mình nhưng nỗ lực đã thất bại, với sự trợ giúp của lính đánh thuê Boer, cảnh sát trưởng UZibhebhu bắt đầu một cuộc chiến tranh giành quyền kế vị năm 1883. UZibhebhu tấn công Cetshwayo kaMpande tại Ulundi, Cetshwayo kaMpande bị thương nhưng trốn vào rừng tại Nkandla, rồi ông di chuyển đến Eshowe, nơi ông qua đời vài tháng sau đó vào năm 1884.

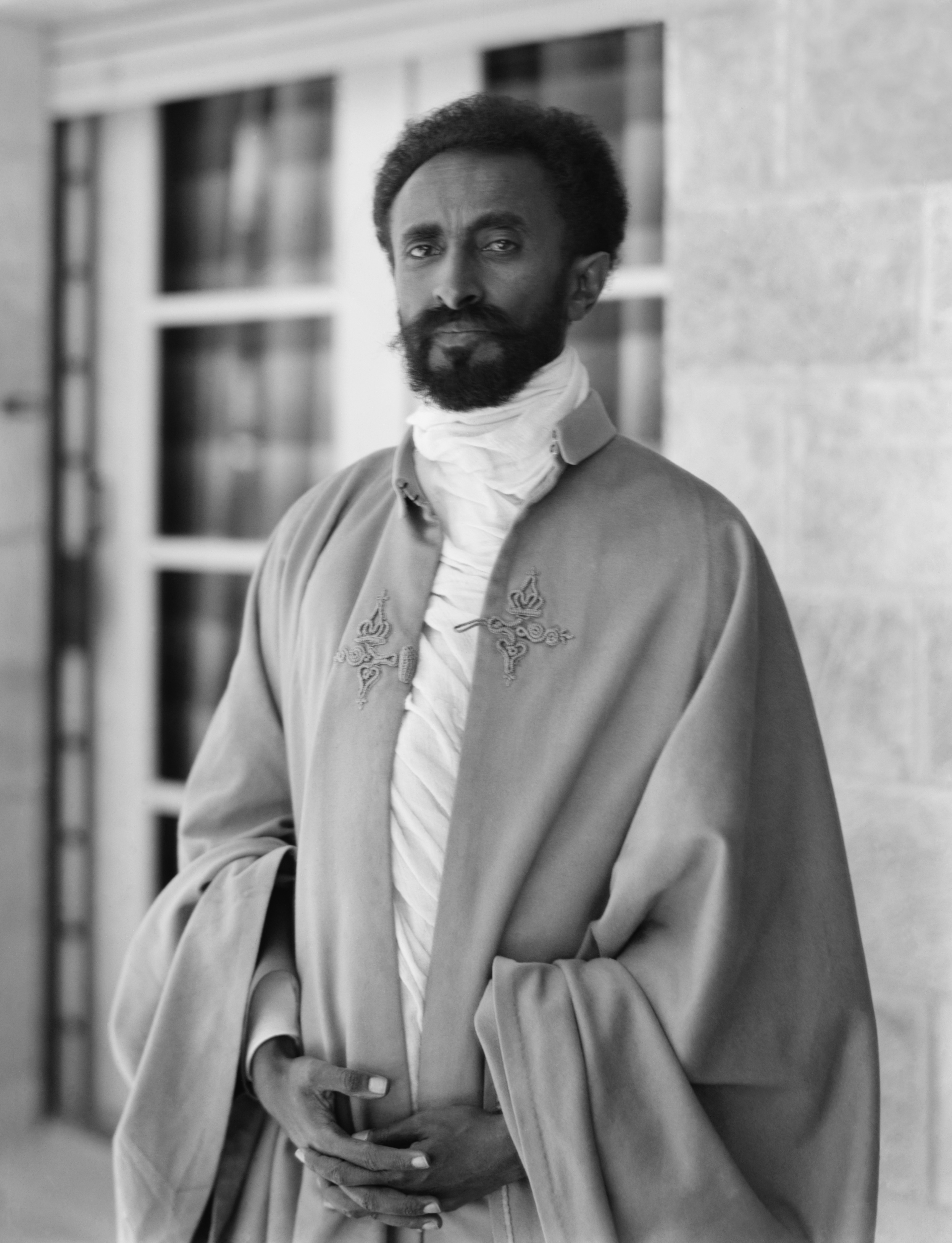
Tafari Makonnen Woldemikael

## Ethiopia
- Tafari Makonnen Woldemikael (tại vị: 1916-1936; phục vị: 1942-1974)

Năm 1936, sau một năm lãnh đạo nhân dân Ethiopia chống lại sự xâm lăng của phát xít Ý thất bại, Tafari Makonnen Woldemikael buộc phải lưu vong sang Luân Đôn (Anh quốc), vua Ý Vittorio Emanuele III tự xưng làm quốc vương Ethiopia. Năm 1942, người Ý bị quân đồng minh đánh tan buộc phải rút lui khỏi vùng sừng Châu Phi, Tafari Makonnen Woldemikael được quân đội Anh hộ tống về nước phục bích.

## Lesotho
Vương quốc Lesotho:

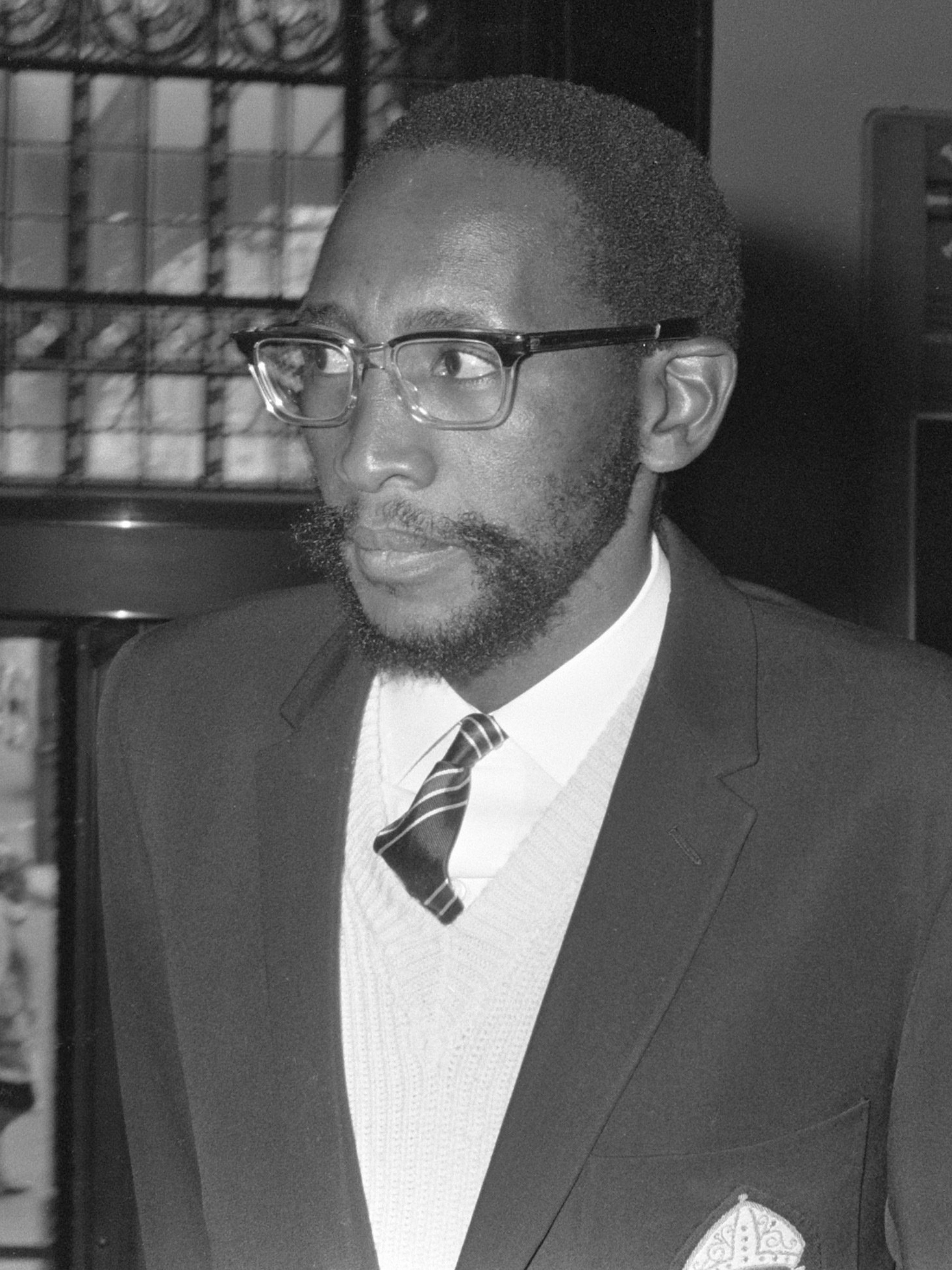
Moshoeshoe II

- Moshoeshoe II (tại vị: 1966-1970; phục vị: 1970-1990; tái phục vị: 1995-1996)

Năm 1970, nổ ra cuộc xung đột bầu cử tại Lesotho, Thủ tướng Leabua Jonathan đã từ chối từ chức, tuyên bố tình trạng khẩn cấp, đình chỉ hiến pháp, giải tán quốc hội, bắt giữ đảng đối lập và tự xưng là nguyên thủ quốc gia, Moshoeshoe II bị buộc phải lưu vong sang Hà Lan. Ông bày tỏ sẵn sàng chấp nhận yêu cầu ngừng tham gia chính trị để đổi lấy việc trở về nước và được chấp nhận, cuối năm ấy Moshoeshoe II từ Hà Lan trở lại Lesotho, danh nghĩa ngồi trên ngai vàng nhưng không có quyền lực gì và Leabua Jonathan tiếp tục thực hành chế độ độc tài. Năm 1986, một cuộc đảo chính quân sự đã nổ ra, Leabua Jonathan bị hạ bệ và Moshoeshoe II lại trực tiếp tham gia chính trị. Năm 1990, chính phủ quân sự và nhà vua lại xảy ra tranh giành quyền lực, Moshoeshoe II đã bị tước quyền lập pháp và hành pháp, ông buộc phải đi lưu vong một lần nữa sang Anh quốc. Ủy ban quân sự tuyên bố phế truất đế vị và ngai vàng được thừa kế bởi con trai cả của ông, Hoàng tử David Mohato Behring Seyso, tức vua Letsie III. Năm 1991, một cuộc đảo chính quân sự lại nổ ra, ủy ban quân sự tuyên bố sẽ tổ chức một cuộc tổng tuyển cử, họ sai người đến London, yêu cầu Moshoeshoe II trở về. Năm 1994, con trai của ông Lezie III đã phát động một cuộc đảo chính để giải tán quốc hội và chính phủ được bầu, mở đường cho việc thiết lập lại ngôi vị của ông. Năm 1995, Lezier III quyết định thoái vị và ông giành lại ngai vàng lần thứ ba. Nhưng không lâu sau, sang đầu năm 1996, Moshoeshoe II bị tai nạn xe hơi ở ngoại ô Maseru vì tài xế say rượu lái xe khiến ông táng mệnh thân vong.

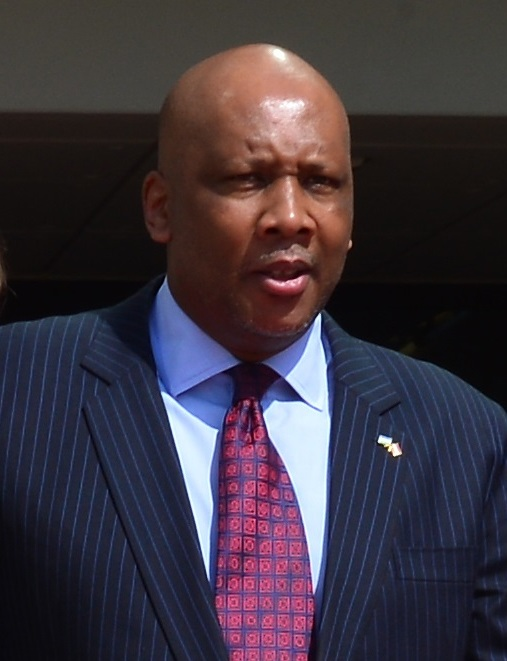
Letsie III

- Letsie III (tại vị: 1990-1995; phục vị: 1996-đương nhiệm)

Năm 1995, Letsie III nhường lại ngôi vị quân chủ cho cha mình là Moshoeshoe II. Năm 1996, Moshoeshoe II đột ngột băng hà trong một tai nạn xe hơi, Letsie III buộc phải tái đăng cơ và trị vì cho đến tận ngày nay.